# Поалей Цион
Еврейская социал-демократическая рабочая партия «Поалей Цион» («Рабочие Сиона»; идиш אידישע סאציאל-דעמאקראטישע ארבעטער פארטיי "פועלי ציון"‎, пол. Żydowska Socjaldemokratyczna Partia Robotnicza «Poalej Syjon», англ. Jewish Social Democratic Labour Party «Poale Zion») — еврейская политическая партия левосионистской направленности в Российской империи и подмандатной Палестине.

## История
Первая группа «Поалей Цион» на территории России образована в 1900—1901 гг. в Екатеринославе по инициативе еврейских публицистов Бера Борохова и Шимона Добина. В 1901—1902 гг. организации «сионистов-социалистов Поалей Цион» возникли в Варшаве, Вильно, Витебске, Двинске, Одессе и других городах Российской империи. Первоначально эти формирования не имели определённой программы и организационных связей друг с другом. Некоторые из этих организаций объявляли себя марксистскими, другие — народническими; ряд поалейционистов заявили, что стоят на позициях «ортодоксального марксизма», другие — отдавали предпочтение центризму или ратовали за социал-реформизм. Значительная часть групп выступала за создание самостоятельного еврейского государства в Палестине, меньшее число считало возможным создание своего государства в Кении или Месопотамии и только в последнюю очередь в Палестине. Лидеры левого крыла в сионизме прилагали усилия для выработки теоретической платформы «пролетарского сионизма» и создания самостоятельной сионистской «рабочей партии». На основе кружков «Поалей Цион» в 1904-06 годах в России были созданы партии — Сионистско-социалистическая рабочая партия, Социалистическая еврейская рабочая партия, Еврейская территориалистическая рабочая партия.
В августе 1905 года поалейционисты-палестинофилы на конференции в Цюрихе объединились в Еврейскую социал-демократическую рабочую партию. В декабре 1905 году на конференции организаций «Поалей Цион» Юго-Западного края в Бердичеве произошёл раскол на почве понимания вопроса национальной автономии в диаспоре. В результате раскола часть групп (так называемая «сеймовцы») образовали СЕРП. Так называемые ортодоксы (во главе с Бороховым), главное своё внимание уделявшие сионизму и признававшие национальную автономию в галуте (жизнь евреев вне «земли предков») второстепенной задачей, созвали в феврале 1906 года в Полтаве Всероссийский съезд и подтвердили наименование Еврейская социал-демократическая рабочая партия «Поалей Цион».

### Программа партии
Для выработки программы партии её руководством в конце марта 1906 года в Константинограде (Подольская губерния) созвана теоретическая конференция. 20 — 29 июля 1907 года на II съезде «Поалей Цион» в Кракове проект программы был доработан и утверждён. В период оформления программы большое влияние на членов партии оказала программная статья Борохова «Наша платформа» (1906 год, газета «Еврейская рабочая хроника»). Идеи этой публикации в значительной степени были положены в основу проекта программы и её окончательного варианта. Программа партии состояла из преамбулы под названием «Основные принципы Партии», состоящей из четырёх частей. В преамбуле указывалось, что программой-максимум партии является обобществление средств производства и переустройство общества на социалистических началах путём классовой борьбы еврейского пролетариата в рядах интернациональной социал-демократии. Основным пунктом программы-минимум являлось требование территориальной автономии на демократических началах для евреев в Палестине. В первой части программы подтверждалось, что в своей деятельности партия будет «руководиться интересами пролетариата — класса наёмного труда», а методы и цели партии будут идти «по направлению развития производительных сил человечества». Вторая часть содержала подробную картину развития капиталистического общества, борьбы рабочего класса за свои политические, экономические, социальные права. Господство в новом обществе должно неминуемо перейти к пролетариату, который «завоюет власть и использует свою диктатуру для уничтожения классовой структуры общества вместе с частной собственностью на орудия производства и средства сообщения», чтобы устранить всякую возможность хозяйственной конкуренции и эксплуатации. В третьей части программы давалось краткое изложение национального вопроса. Для осознавшего свои классовые интересы пролетариата угнетённых национальностей, по мнению авторов программы, центральным должно было стать требование достижения «национально-политической автономии». Центральная часть программы содержала историческое изложение еврейского вопроса и тех препятствий политико-экономического и социального характера, которые мешали благоприятному развитию еврейской нации в различных государствах. Авторы программы указывали, что реализация сионизма возможна только путём классовой борьбы и демократизации общества в диаспоре и в Палестине. Задачей сионистского движения, по мнению авторов программы, являлось планомерное регулирование стихийного процесса эмиграции евреев в Палестину и организация их жизни в форме территориальной автономии. В программе подчёркивалась также неразрывность интересов еврейского пролетариата и интернациональной социал-демократии в борьбе «за социальное и национальное освобождение, за политическую демократию, за гражданское и национальное равноправие, за социальную революцию».

### Революция 1905—1907 годов в России
По своему классовому составу в период Революции 1905—1907 годов организации поалейционистов в России (в основном в северо-западных, юго-западных и южных губерниях) состояли главным образом из полупролетарских и мелкоремесленных элементов. В середине 1906 года в партии насчитывалось около 16 тысяч членов. Печатные органы в 1906-07 годаx: газета «Еврейская рабочая хроника» (Полтава), журнал «Молот» (Симферополь), а также печатные органы на идише — газета «Дос идише арбетерворт» («Еврейское рабочее слово», Ченстохов, Варшава), «Дер пролетаришер геданк» («Пролетарская мысль», Вильно), журнал «Форвертс» («Вперед», Вильно). Все эти издания были закрыты властями, а их редакторы привлечены к суду.
Члены партии участвовали в Революции 1905—1907 гг.; входили в состав коалиционных стачечных комитетов и в группы самообороны (по данным партии в 1905-06 гг. в разных городах России в группы самообороны входило около 8 тысяч членов). Члены партии бойкотировали первую Государственную Думу, на выборах во вторую Государственную Думу выступили против соглашений с буржуазными партиями и сумели провести своих выборщиков в Лодзи, Нижнем Новгороде, Полтаве, Симферополе, Харькове. Наибольшую активность члены партии проявили в Царстве Польском (район Варшава-Лодзь-Ченстохов), где контролировали значительное число фабричных рабочих, объединённых в профсоюзы (члены партии отстаивали идеи непартийности и нейтральности профсоюзов).
После поражения Революции 1905—1907 гг. партия пережила острейший кризис (в сентябре 1909 г. в неё входило всего около 400 человек). В период нового революционного подъёма партия укрепила свои позиции, прежде всего в ряде городов Царства Польского, Белоруссии, Литвы, на юге Украины, в Петербурге в мае-июле 1914 г. издавала журнал «Дос Ворт» («Слово»).
В годы Первой мировой войны подавляющее большинство поалейционистов заняло интернационалистские позиции.

### Революция 1917 года в России
Накануне Февральской революции в партии состояло 2,5 тысячи членов, весной-летом 1917 г. её численность увеличилась до 12 — 16 тысяч членов. Политический курс партии в этот период был близок к левоменьшевистскому. Члены партии считали «неосторожным» выдвижение лозунга диктатуры пролетариата в стране, в которой «хозяйственная жизнь не дошла до соответствующей ступени развития». Все свои надежды поалейционисты возлагали на Учредительное собрание, призванное дать ответ на коренные вопросы революции. Осенью 1917 г. партия вступила в политический блок с меньшевиками-интернационалистами.
Октябрьскую революцию члены партии встретили враждебно, требовали перехода власти к Учредительному собранию, но отвергали насильственные методы борьбы против Советов. На Украине поалейционисты входили в правительства Центральной Рады и Украинской директории, в Белоруссии (еще в июле 1917 г.) были в числе организаторов Белорусской Рады. Враждебная деятельность большинства членов партии по отношению к советской власти привела к исключению их в июне 1918 г. из состава Советов различных уровней, но все же за «Поалей Цион» было сохранено право на легальное существование. Деятельность партии проходила в условиях постоянных расколов и фракционной борьбы. Лидер правого крыла партии с 1917 г. — С. И. Гольдельман. Левое течение впервые оформилось на III съезде «Поалей Цион» в августе 1917 г. С 1918 г. лидером поалейционистов стал секретарь ЦК Н. И. Бару. Печатные органы: журнал «Еврейская рабочая хроника» (1917-18 гг., Петроград), «Борьба» (1918-20 гг., Москва), «Еврейская пролетарская мысль» (1919—1926 гг., Киев-Москва).
В годы гражданской войны поалейционисты, подчёркивая свою оппозиционность к советской власти, включились в борьбу с белогвардейцами. ЦК партии ввело своих представителей в организованный эсерами в Минске Белорусский повстанческий комитет, создало национальные формирования для борьбы с интервентами, объявило мобилизацию своих членов в ряды Красной армии.

### Раскол в партии
В 1919 г. от «Поалей Цион» откололись правая группировка («Поалей Цион» Украинской народной республики), продолжавшая сотрудничество с украинцами, и левая фракция, образовавшая на конференции в Гомеле Еврейскую коммунистическую партию «Поалей Цион» (август 1919 г., центральный печатный орган — журнал «Накануне», 1919—1921 г.). В августе 1920 г. ЕКП «Поалей Цион» вместе с родственными ей партиями ряда стран (Австрии, Италии, Латвии, Литвы, Польши и др.) создала Всемирный еврейский коммунистический союз «Поалей Цион» (Коммунистический Вельтфарбанд), активно пропагандировала сионизм и идею проникновения (через структуры Коминтерна) на Ближний Восток. В 1919—1922 гг. после ожесточённой идеологической и политической борьбы с РКП(б) ЕКП «Поалей Цион» отказалась от сионистской идеологии и заявила о разрыве с Коммунистическим Вельтфарбандом. В декабре 1922 г. ЕКП «Поалей Цион» в советских республиках самораспустилась. Часть членов партии, перешедших на большевистские позиции, была принята в ряды РКП(б), другие отошли от политики, а представители правого крыла оформились в Еврейскую рабочую коммунистическую партию (печатный орган — «Пролетаришер геданк»). Последние группы «Поалей Цион» в России прекратили своё существование летом 1928 г.